# Vignemont
Vignemont é uma comuna francesa na região administrativa de Altos da França, no departamento de Oise. Estende-se por uma área de 4,23 km². Em 2010 a comuna tinha 441 habitantes (densidade: 104,3 hab./km²).